# کاف (شرکت)
کاف (اسپانیایی: Construcciones y Auxiliar de Ferrocarriles‎) یک شرکت تولیدکننده ماشین‌های ریلی همچون قطار سبک شهری، قطارهای مترو، واگن و لوکوموتیو است.
این شرکت که در سال ۱۹۱۷ تأسیس شده و مقر آن در شهرک بئاساین در منطقه باسک اسپانیا است در بورس مادرید عرضه شده است.

## نگارخانه

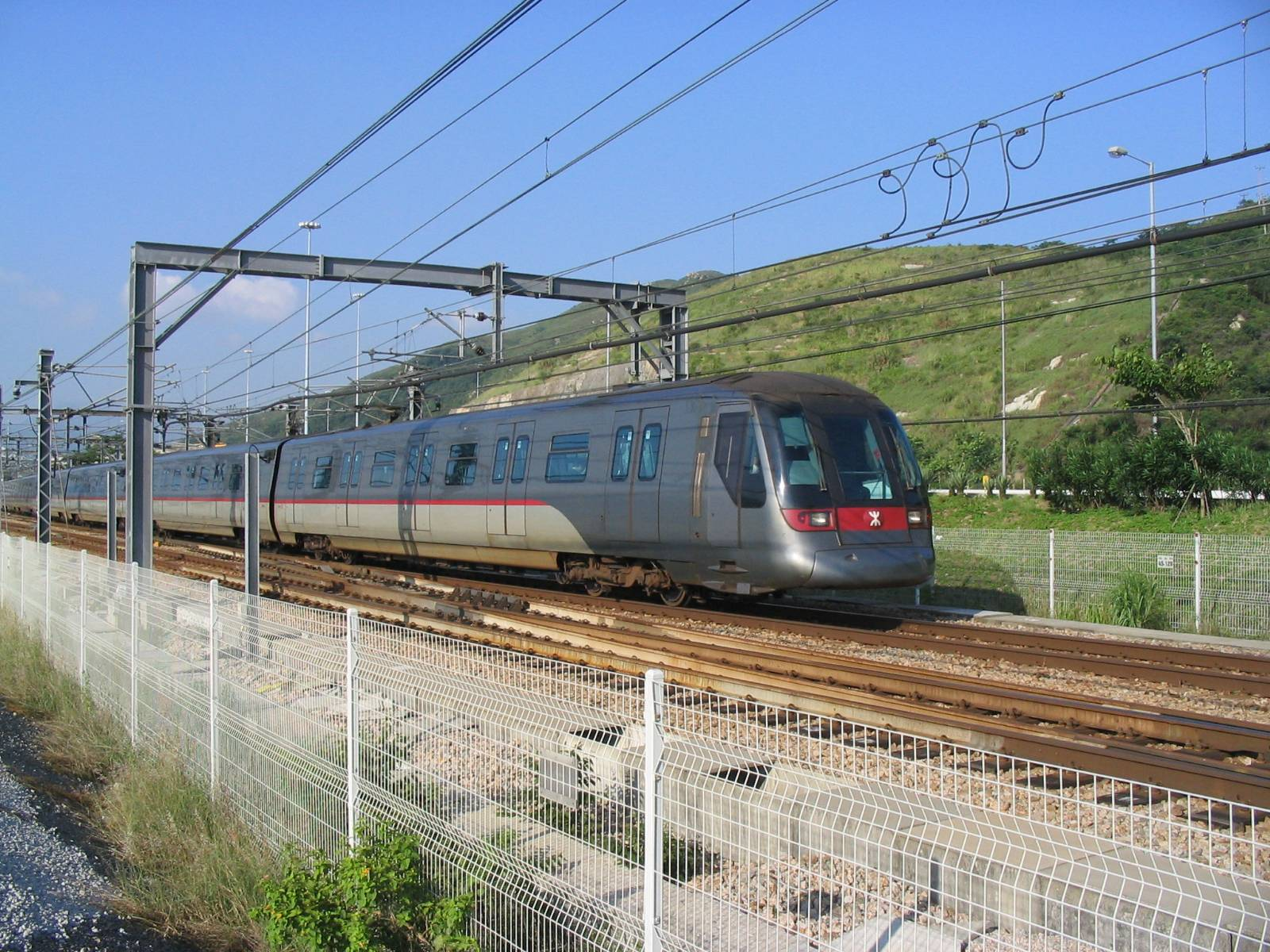
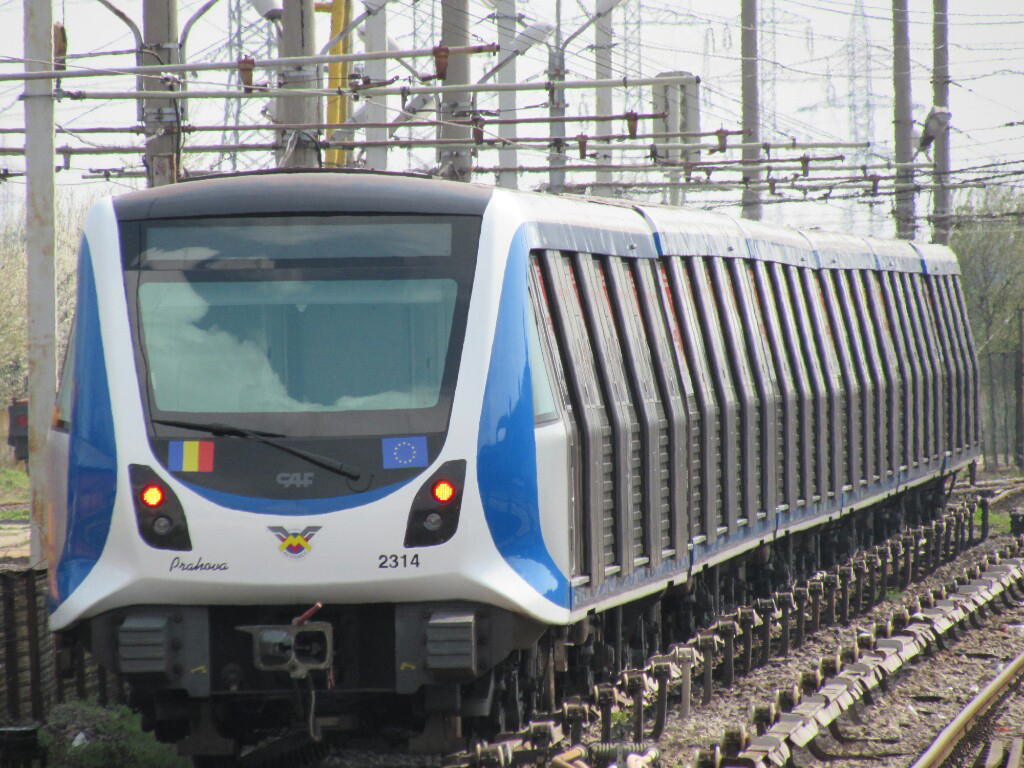
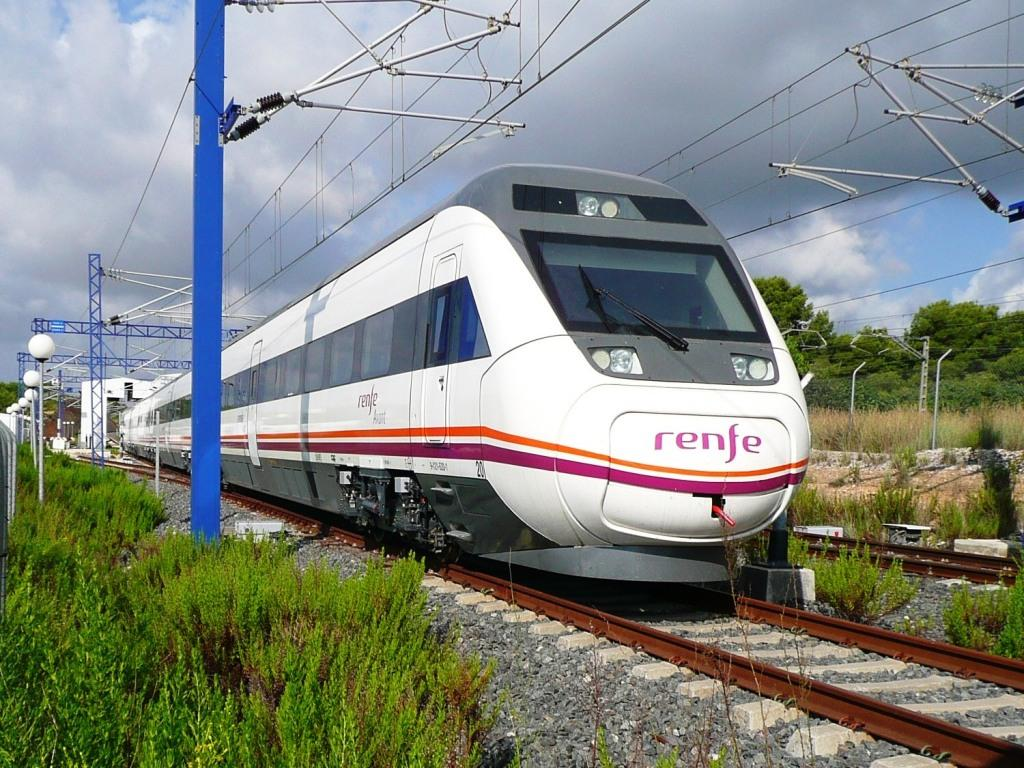
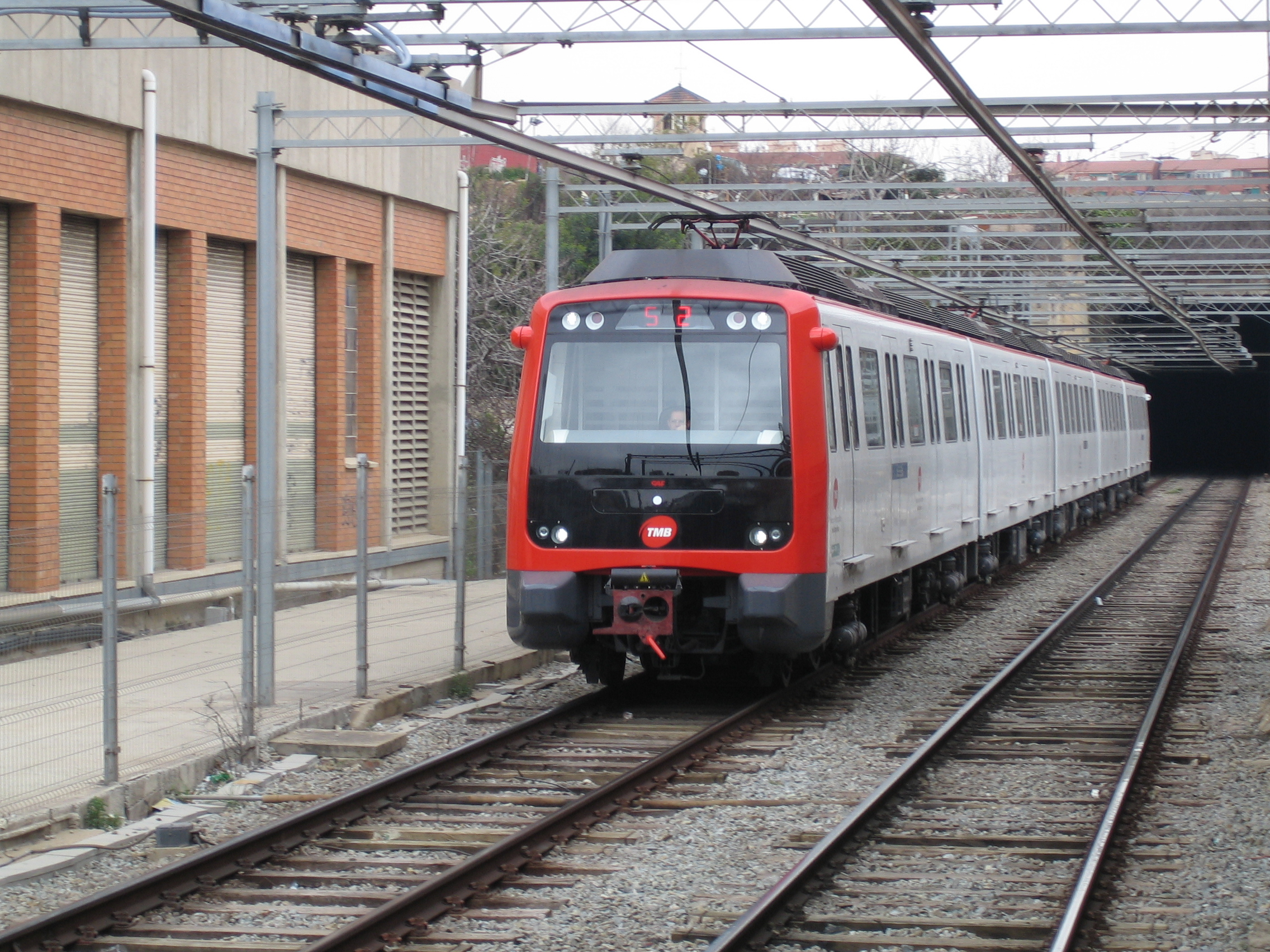
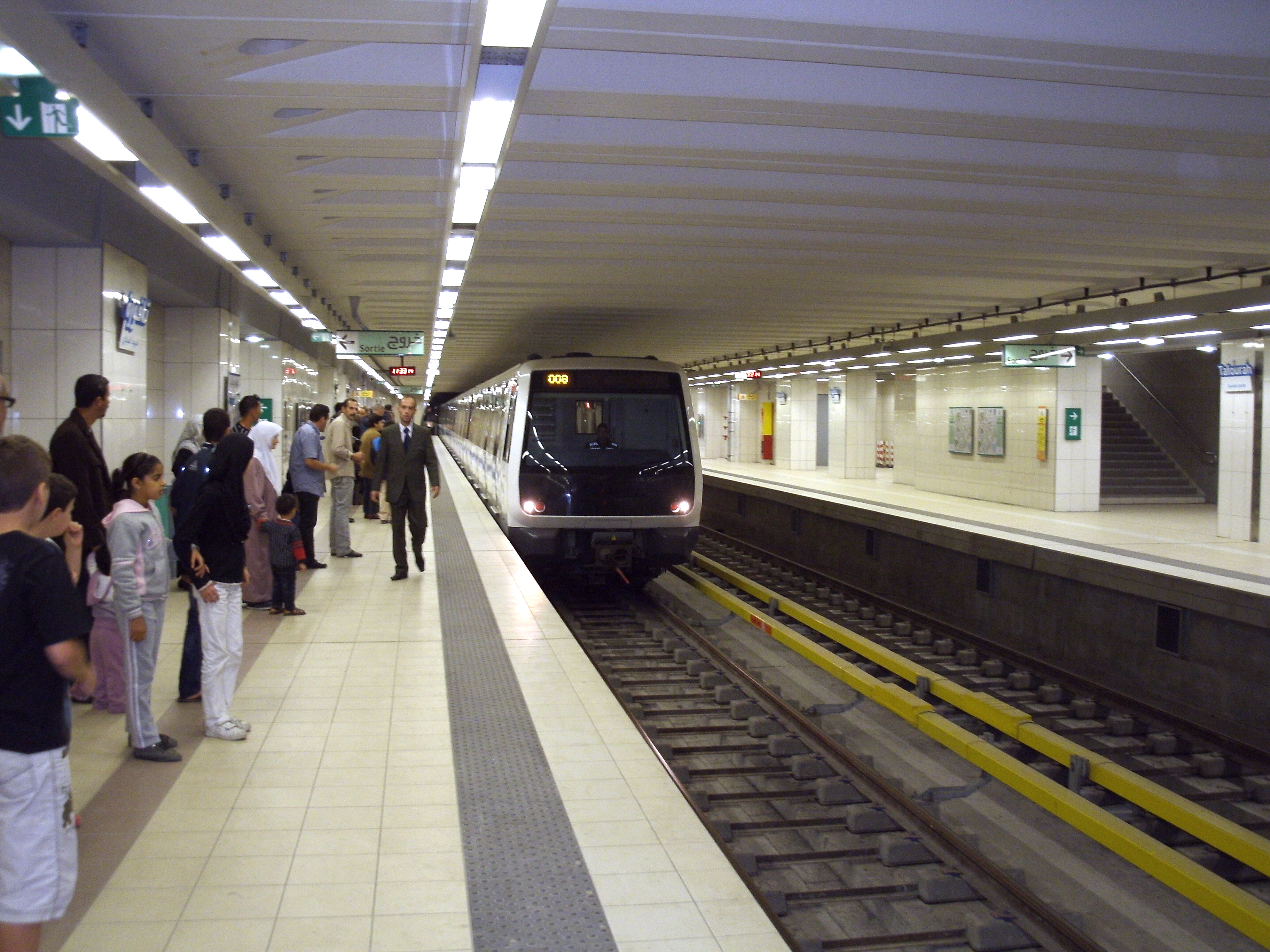
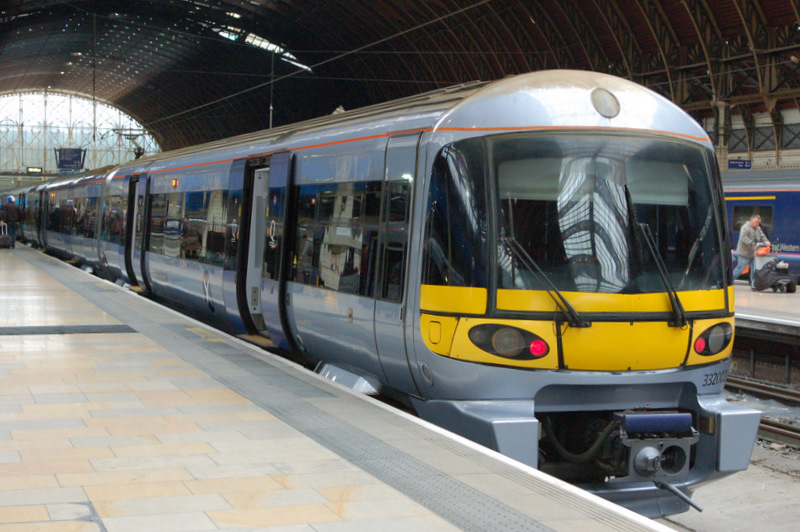
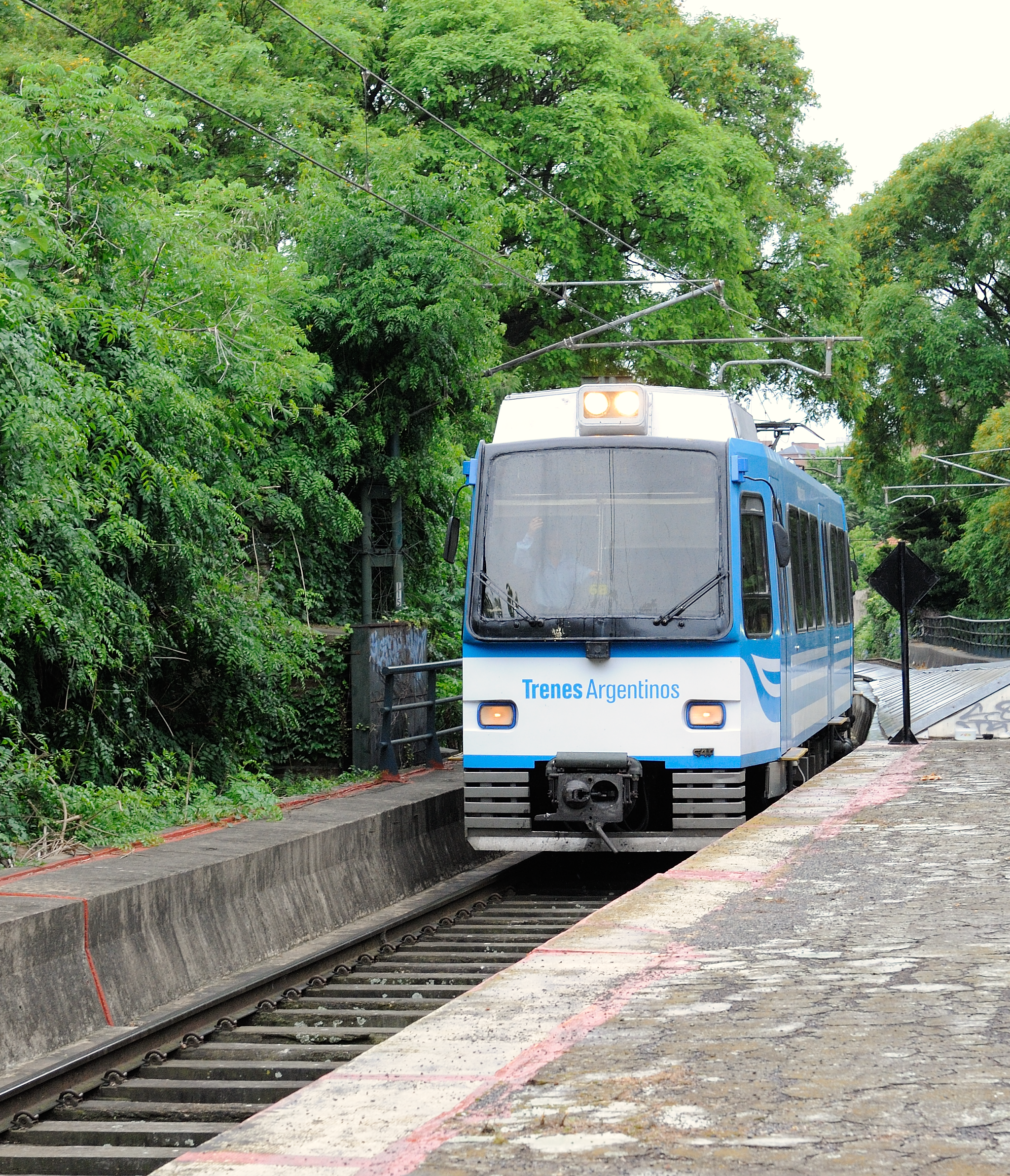
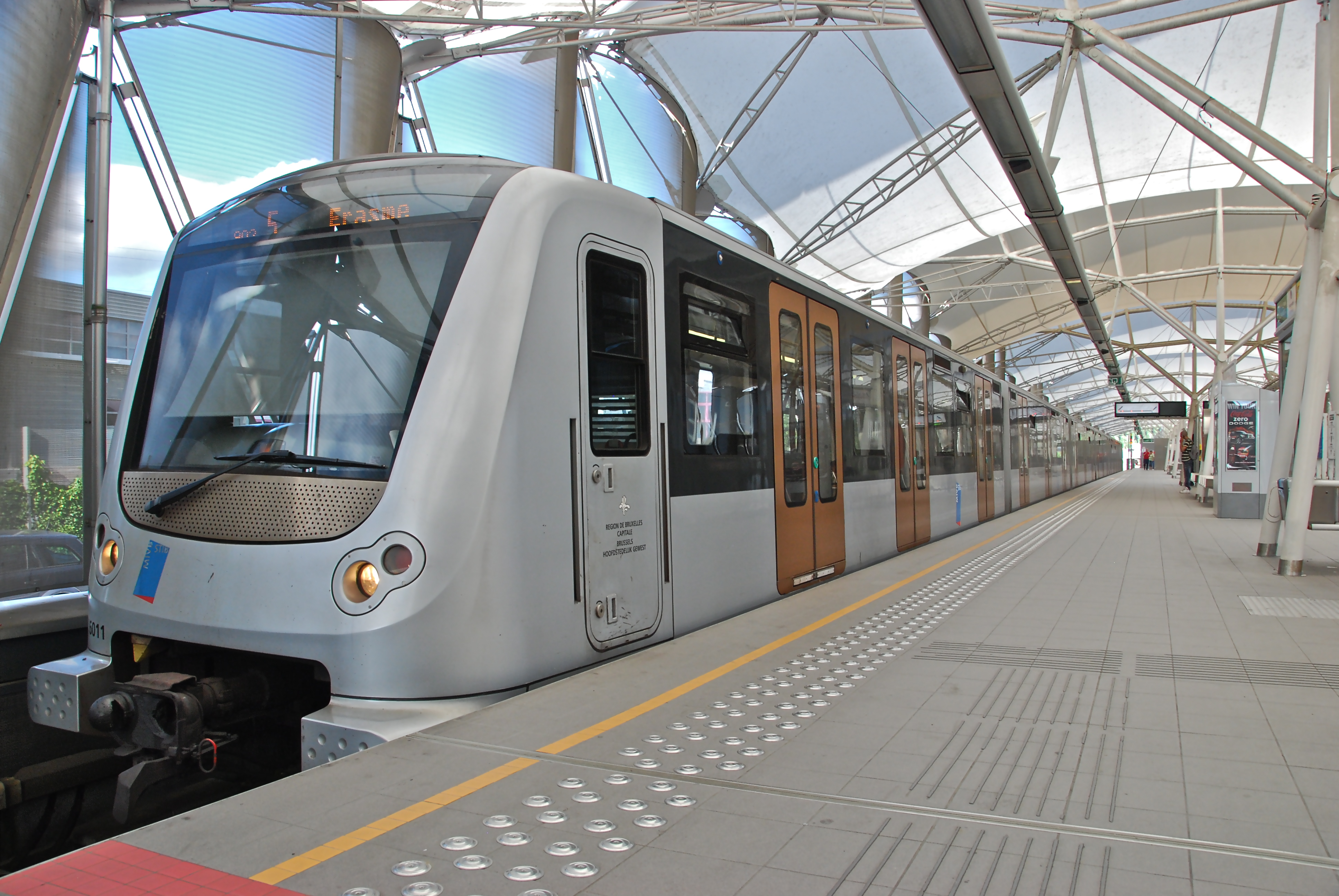
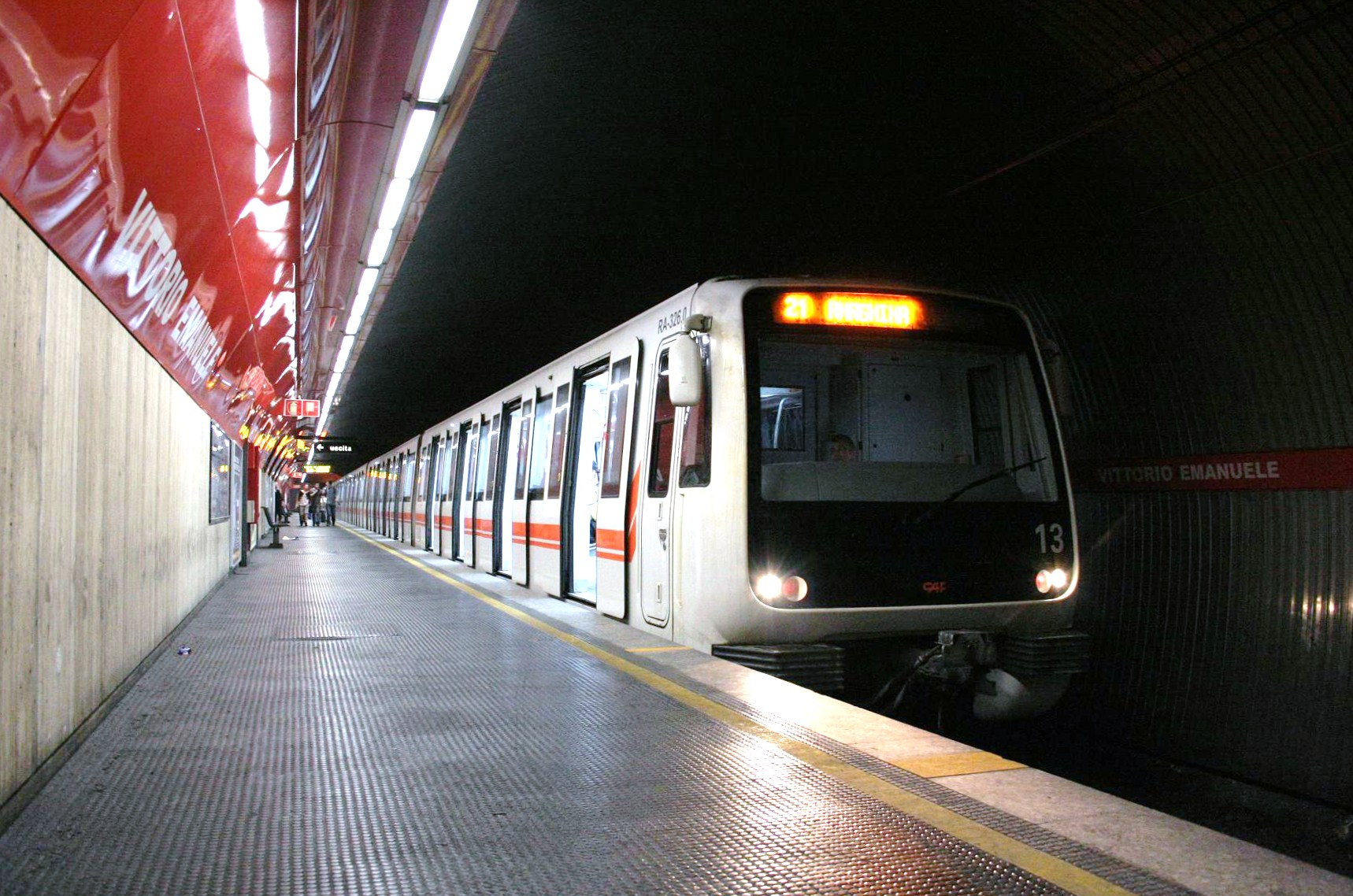
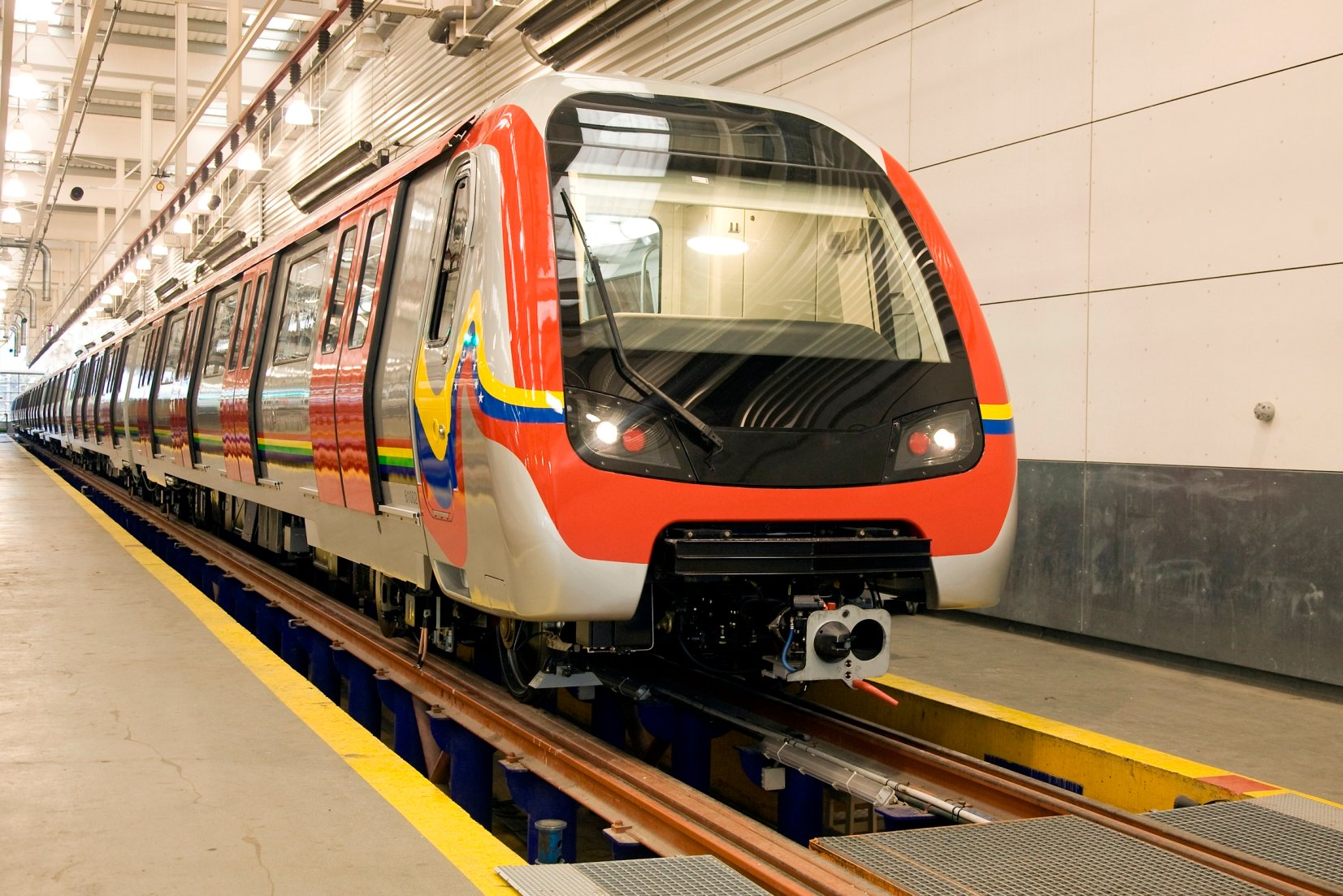
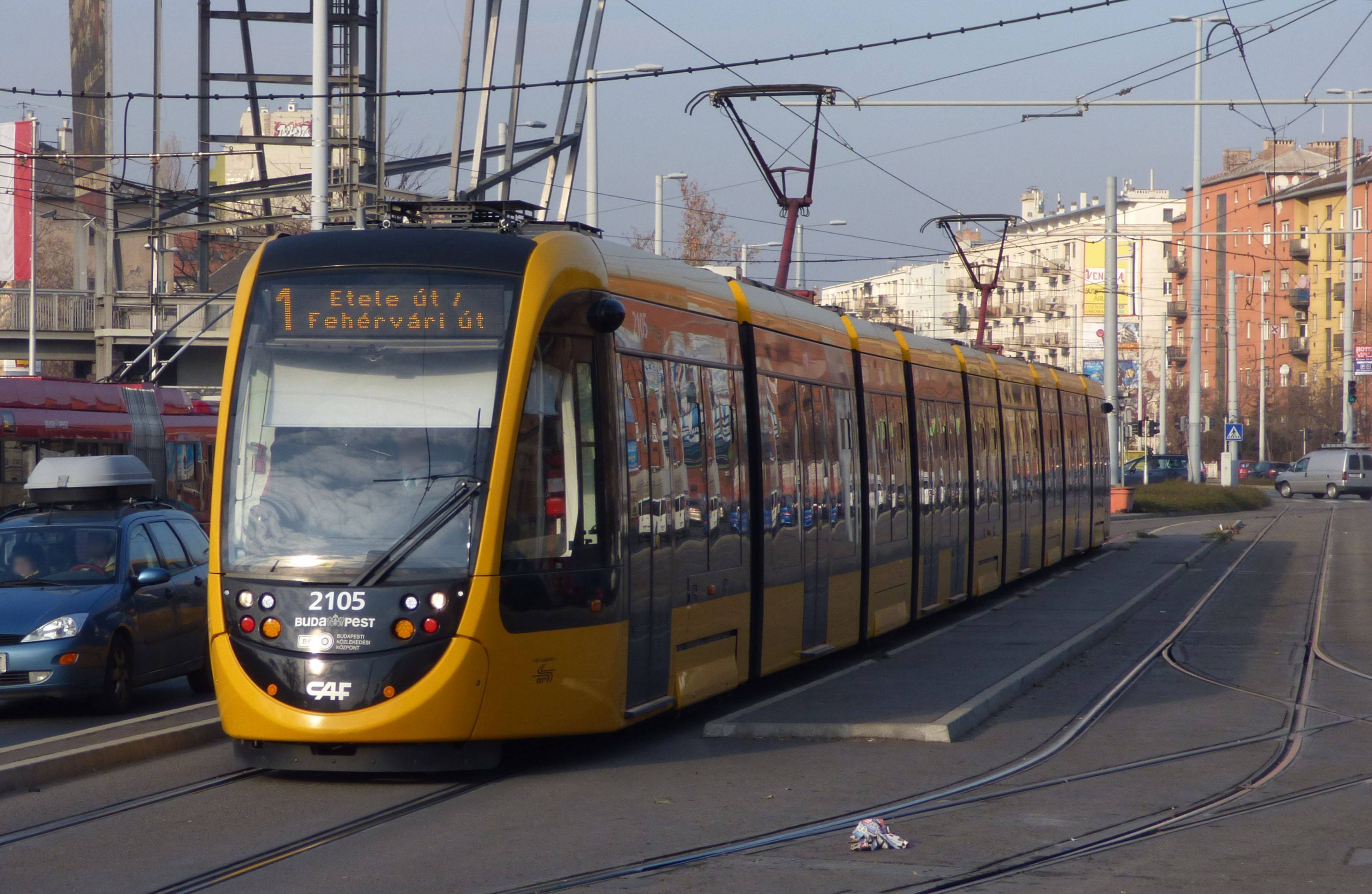
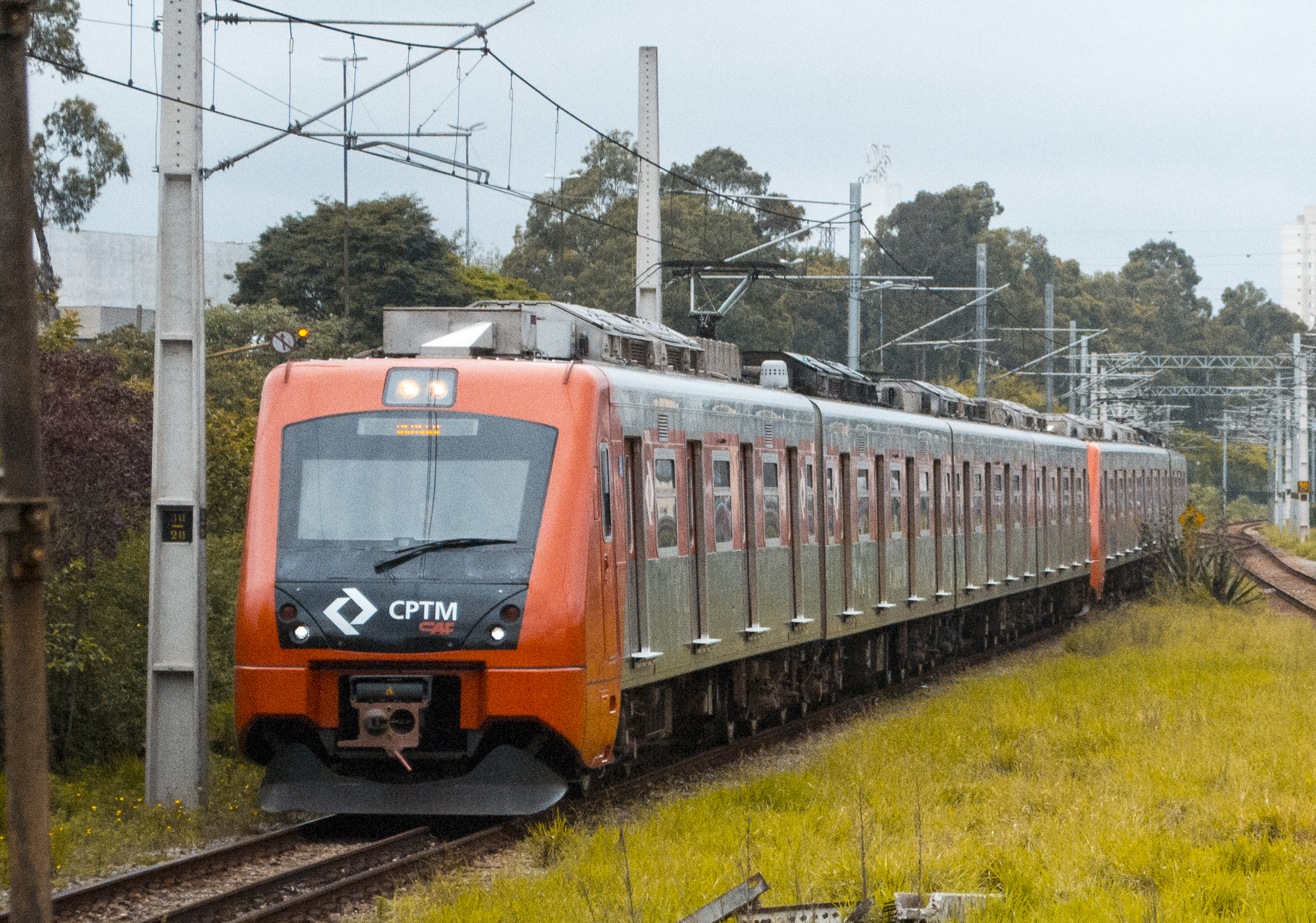
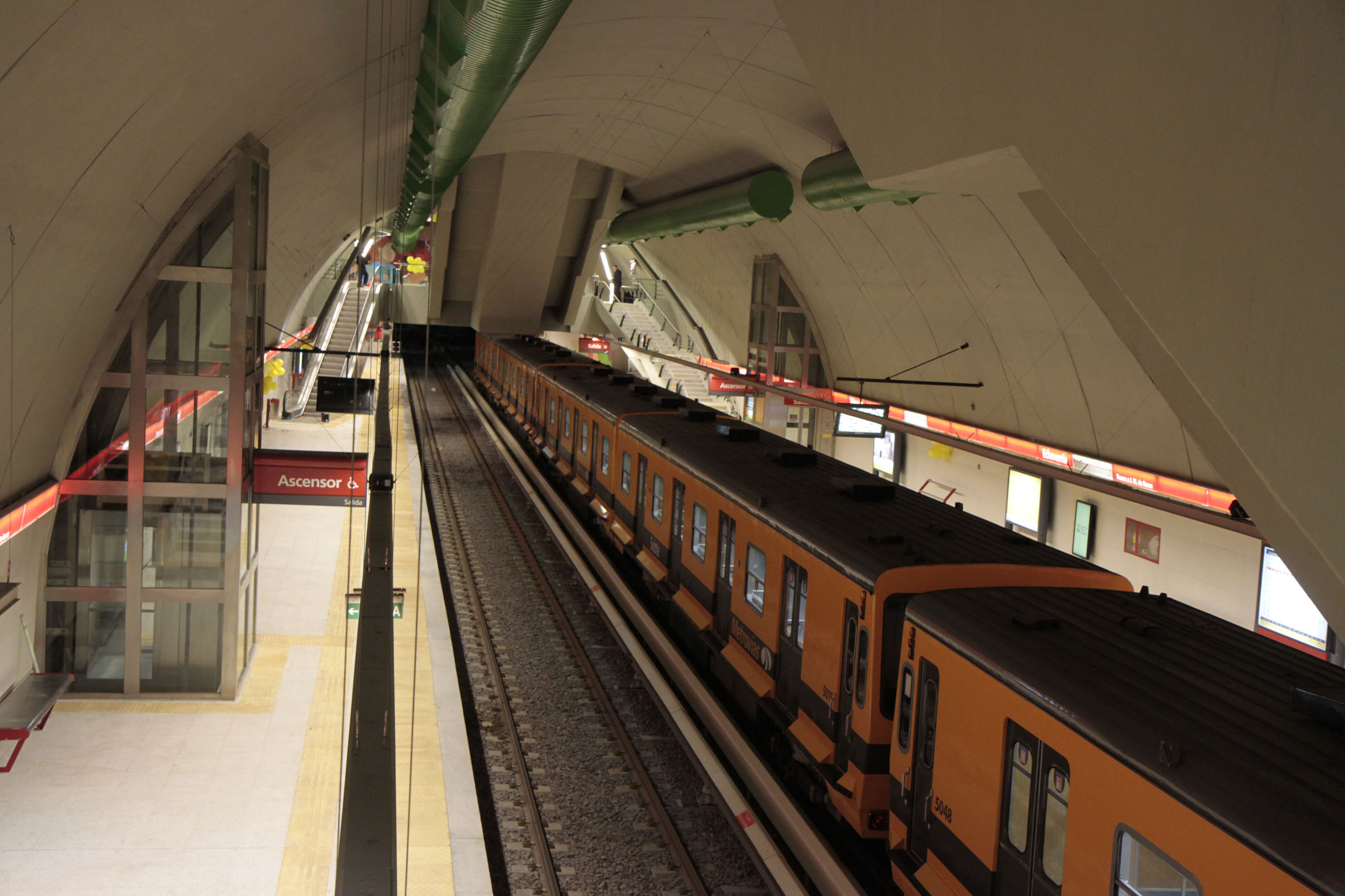